# Последние свидетели
«После́дние свиде́тели» — художественно-документальная книга белорусской писательницы, лауреата Нобелевской премии по литературе 2015 года Светланы Алексиевич. 
Впервые опубликована с подзаголовком «Книга недетских рассказов» в журнале «Октябрь» в десятом номере за 1985 год.
Издана отдельным изданием в 1985 году также с подзаголовком «Книга недетских рассказов» (а в более поздних изданиях — с подзаголовком «Соло для детского голоса»), составлена из воспоминаний людей, переживших Великую Отечественную войну детьми, продолжая тему, начатую книгой «У войны не женское лицо». Составляет вторую часть художественно-документального цикла «Голоса утопии».

### Произведения по книге
По книге был снят документальный фильм «Дети войны. Последние свидетели», режиссёр Алексей Китайцев, сценарий Людмилы Романенко. В фильме принимает участие Светлана Алексиевич. Студия МБ Групп, Москва, 2009, 45 мин. Фильм награждён специальным призом Открытого конкурса документального кино «Человек и война» (Екатеринбург, 2011).
Композитор Владимир Магдалиц написал симфонию-реквием «Последние свидетели» — композицию для чтеца, баса, фортепиано, органа, смешанного и детского хоров и симфонического оркестра.